# رد دد
رد دد ردمپشن یا ترجمه فارسی: رستگاری خونین (به انگلیسی: Red Dead Redemption) نام یک مجموعه بازی ویدئویی در سبک اکشن-ماجراجویی و با درونمایه‌های وسترن آمریکایی است. تاکنون چهار بازی از این مجموعه با نام‌های شش‌لول و رد دد ریدمپشن و ارواح کابوس و رد دد ردمپشن ۲ توسط استودیوی راک‌استار سن‌دیگو ساخته شده و شرکت آمریکایی راک‌استار گیمز آن‌ها را منتشر کرده‌است.
چهارمین قسمت از این سری نیز تحت عنوان رد دد ریدمپشن ۲ در اکتبر ۲۰۱۸، برای کنسول‌های پلی‌استیشن ۴ و ایکس‌باکس وان، در سال ۲۰۱۹ برای مایکروسافت ویندوز و گوگل استادیا منتشر شد.

اولین بازی از این مجموعه به نام شش‌لول، در ابتدا قرار بود توسط شرکت ژاپنی کپکام ساخته شود که به علت کمبود بودجه مالی و مشکلات دیگر، این شرکت ساخت بازی را متوقف کرد.

## بازی‌ها
| عنوان                      | امتیاز متاکریتیک | تاریخ عرضه    | توضیحات     |
| -------------------------- | ---------------- | ------------- | ----------- |
| رد دد: شش‌لول               | ۷۳               | ۴ مه ۲۰۰۴     |             |
| رد دد ریدمپشن ۱            | ۹۵               | ۱۸ مه ۲۰۱۰    |             |
| رد دد ریدمپشن: ارواح کابوس | ۸۷               | ۲۶ اکتبر ۲۰۱۰ | بسته تکمیلی |
| رد دد ریدمپشن ۲            | ۹۷               | ۲۶ اکتبر ۲۰۱۸ |             |